# Costularia chamaedendron
Costularia chamaedendron là một loài thực vật có hoa trong họ Cói. Loài này được (Guillaumin) Kük. mô tả khoa học đầu tiên năm 1939.